# Breedkopschorsloper
De breedkopschorsloper (Philorhizus quadrisignatus) is een keversoort uit de familie van de loopkevers (Carabidae). De wetenschappelijke naam van de soort werd in 1825 gepubliceerd door Pierre François Marie Auguste Dejean.